# 최후의 대결 (1977년 영화)
최후의 대결(The Squeeze)은 영국에서 제작된 마이클 앱티드 감독의 1977년 범죄, 드라마 영화이다. 스테이시 키치 등이 주연으로 출연하였고 스탠리 오툴 등이 제작에 참여하였다.

## 출연

### 주연
- 스테이시 키치
- 데이빗 헤밍스

### 조연
- 에드워드 폭스
- 스티븐 보이드
- 캐롤 화이트
- 프레디 스타
- 힐러리 가슨
- 로드 베컴
- 스튜어트 하우드
- 앨런 포드
- 로이 마스던
- 레온 그린
- 모린 스위니
- 마르지에 로렌스
- 마이클 오허건

## 제작진
- 원작자: 제임스 터커
- 배역: 메리 셀웨이